# 楊億
楊億（974年—1020年），字大年，人稱楊文公。建州浦城（今屬福建浦城縣）人。北宋文學家。

## 生平
自幼是個神童，博覽強記，太宗雍熙元年（984年），十一歲受宋太宗召試，授秘書省正字（掌管圖書秘籍的次長），淳化三年（992年）進士及第，遷光祿寺丞。淳化四年，直集賢院。至道二年（996年）遷著作佐郎。大中祥符六年（1013年）以太常少卿分司西京。天禧二年（1018年）拜工部侍郎。官至工部侍郎。以“秉清節”自許，“性特剛勁寡合”，為“忠清鯁亮之士”。又好談禪學。
好寫詩，善西崑體，朱熹評之為“巧中猶有混成底意思，便巧得來不覺”，與劉筠、錢惟演等詩歌唱和，其編著《西昆酬唱集》，收錄十七位詩人作品，共250首，多學李商隱，不喜杜甫詩，說杜甫像是村中私塾的老師一樣土氣。
楊億曾為翰林學士兼史館修撰。長於典章制度，真宗即位初，曾參預修《太宗實錄》，咸平元年（998年）書成，景德二年（1005年）與王欽若主修《冊府元龜》。在政治上支持丞相寇準抵抗遼兵入侵。又反對宋真宗大興土木。卒諡文，故稱楊文公。著作多佚，今存《武夷新集》20卷。《宋史》卷三〇五有傳。清人全祖望有《楊文公論》。

## 作品
- 《楊文公談苑》:「開寶中，有神降於終南山，……言：『我天之尊神，號黑煞將軍，與真武、天蓬等列為天之大將。』太宗即位，築宮終南山陰。太平興國六年，封翊聖將軍。」